# Limamou Thiaw
Pour les articles homonymes, voir Laye.
Limamou Thiaw, plus connu sous le nom de Seydina Limamou Laye (ou Lahi ; 1843-1909), est une figure de l'islam au Sénégal qui se proclama l'imam mahdi. Il est le guide de la communauté "Ahlou Lahi", communément appelée layène (venant du nom dont s'est rebaptisé Limamou Thiaw, « Laye », qui est une déformation  et un dérivé d'Allah en wolof).

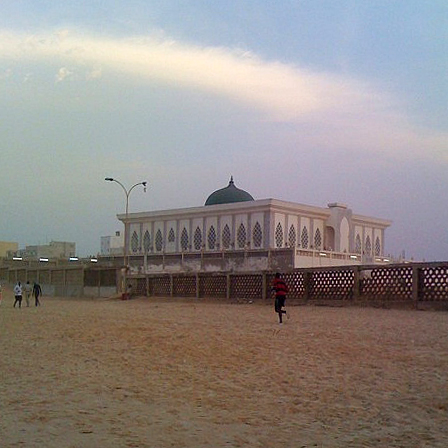
Mausolée Seydina Limamou laye à Yoff, près de la plage.

Il laisse un livre en six parties, connu sous le nom de Sermon, qui a été dicté en wolof à ses disciples – au premier rang desquels Matar Lo. Son mausolée est bâti à Yoff, face à la mer. Au fil des années cependant, des érudits musulmans tels qu'Ababacar Mbaye Sylla (à l'époque premier juge de Dakar), Abdoulaye Diallo ou Tafsir abdoulaye madiké Wade (grands érudits venant de Saint-Louis) affluent à travers le Sénégal à son appel.

## Hommages
Un lycée de Guédiawaye (région de Dakar) porte son nom, ainsi que l’autoroute de Dakar.